# Cotinus
El género Cotinus también llamados árbol del humo o árbol de las pelucas, árbol de la felicidad, en inglés: smoketree o smoke bush es un género que contiene dos especies de plantas de flor en la familia Anacardiaceae, estrechamente emparentados con los sumajes (Rhus).

## Descripción
Son grandes arbustos o árboles de pequeño porte, nativos de la zona templada cálida del hemisferio norte. 
Las hojas son caducas, alternas, forma oval simple, de 3 a 13 centímetros de longitud. 
Las flores se arraciman en panículos terminales grandes y amplios, de 15 a 30 centímetros con un penacho grisáceo mullido largo con el aspecto que se asemeja a una nube de humo sobre la planta, de la cual deriva el nombre. 
El fruto es una drupa pequeña con una sola semilla. Clasificado a menudo en género Rhus en el pasado, se diferencia de ellas por las hojas que son simples (no pinnadas) y las cabezas flores mullidas, con apariencia de nube de humo.

## Hábitat
El "árbol del humo americano", (American smoketree) (Cotinus obovatus, syn. Rhus cotinoides) es nativo del sureste de Estados Unidos, desde Tennessee por el sur a Alabama y por el oeste hasta el este de Texas. 

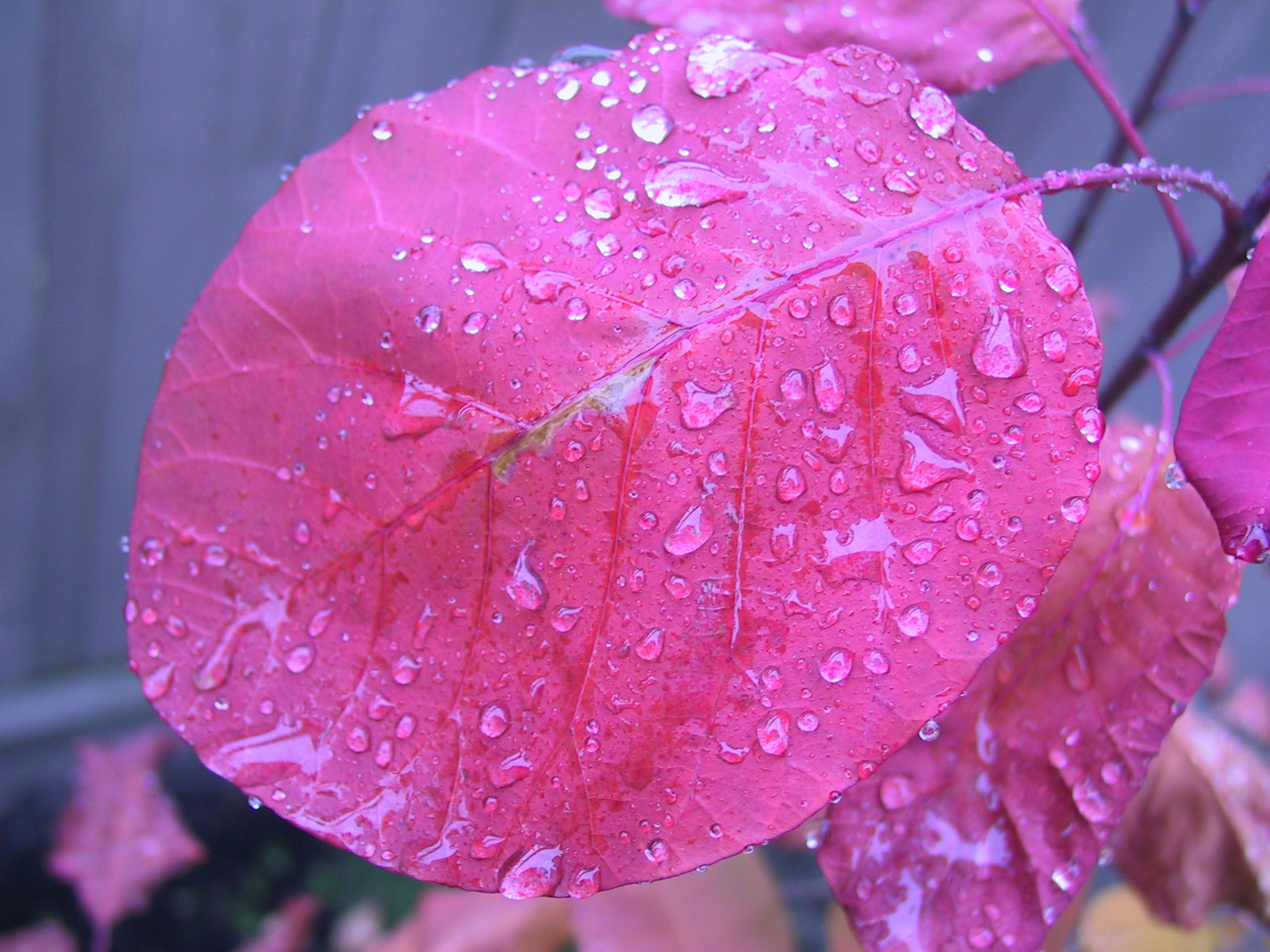
Hoja de Smoketree.

El "árbol del Humo Euroasiático", (Cotinus coggygria), se distribuye por el centro de Asia y el sureste de Europa.

## Cultivo y usos
Los "árboles del humo", particularmente C. coggygria, son arbustos de jardín muy populares. Varios cultivares de C. coggygria que tienen hojas de color bronce o púrpura, se han seleccionado, con las inflorescencias rosadas cálidas en contraste con un follaje púrpureo negro; las más comunes en los comercios son las 'Notcutt's Variety' y 'Royal Purple'. Cuando estas se cultivan juntas, las dos especies formarán híbridos; algunos cultivares de jardín están en esta familia.
En su cultivo es mejor que tengan suelos secos, e infértiles, lo que hace que sean más robustos, crezcan más y también mejoren el color de las hojas en el otoño; cuando están plantados en suelo fértil, llegan a ser grandes, gruesos, pero se acorta su periodo de vida, sucumbiendo a la enfermedad del Verticillium. Ambas especies pueden ser cortadas a principios de la primavera, para producir vástagos, producen entonces varetas el primer año de hasta 2 m de alto con las hojas grandes y hermosas, pero ningún "humo".

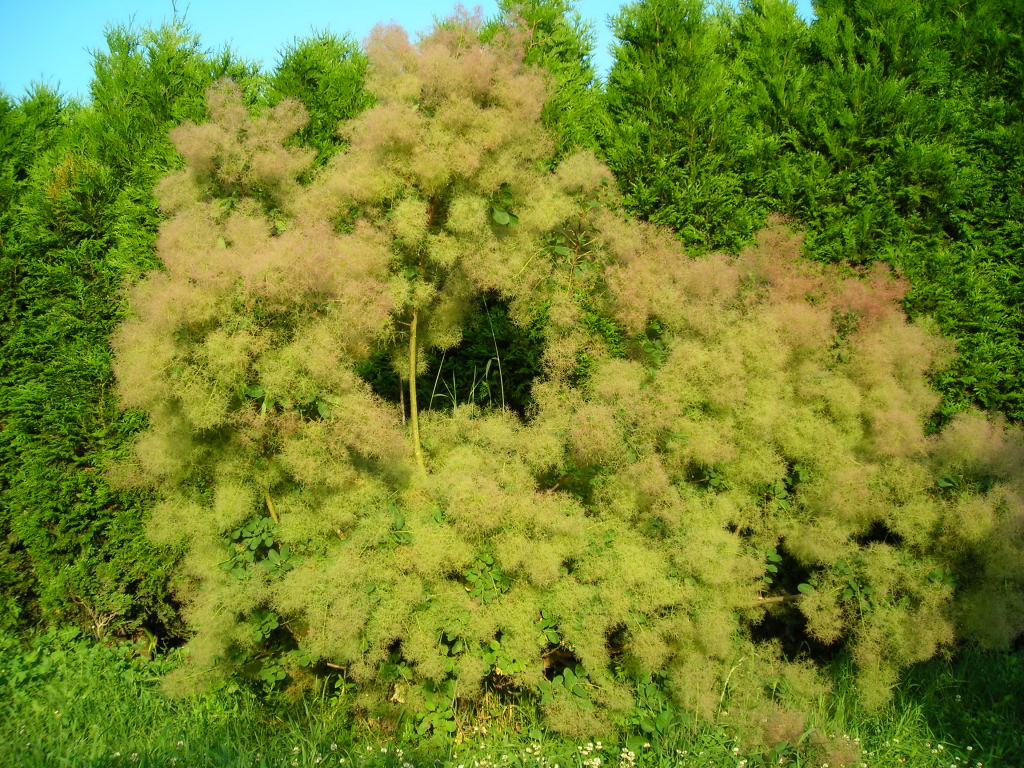
Árbol del humo o árbol de las pelucas.